# Norfolk (Nebraska)
Norfolk è una città degli Stati Uniti d'America, nella contea di Madison nello Stato del Nebraska.